# Bétafite
La bétafite (ou bêtafite) est un groupe de minéraux du supergroupe de la pyrochlore, de formule chimique (Ca,U)2(Ti,Nb,Ta)2O6(OH). La bêtafite est généralement présente comme minéral primaire dans les pegmatites granitiques, rarement dans les carbonatites. Initialement définie par l'atome Ti du site B, la bétafite s'est vue reclassée par la modernisation du système de nomenclature du pyrochlore et a conduit à la définition de son groupe. Seules trois des espèces minérales autrefois reconnues comme bêtafite sont actuellement conservées dans le groupe. Il s'agit de l'oxyuranobétafite (U,Ca,◻)2(Ti,Nb)2O6O), de l'oxycalciobétafite (Ca2(Ti,Nb)2O6O) et de l'oxyyttrobétafite-(Y) (Y2Ti2O6O). Le terme bétafite est maintenant un synonyme ou un nom de groupe variétal dans le supergroupe des pyrochlores.  

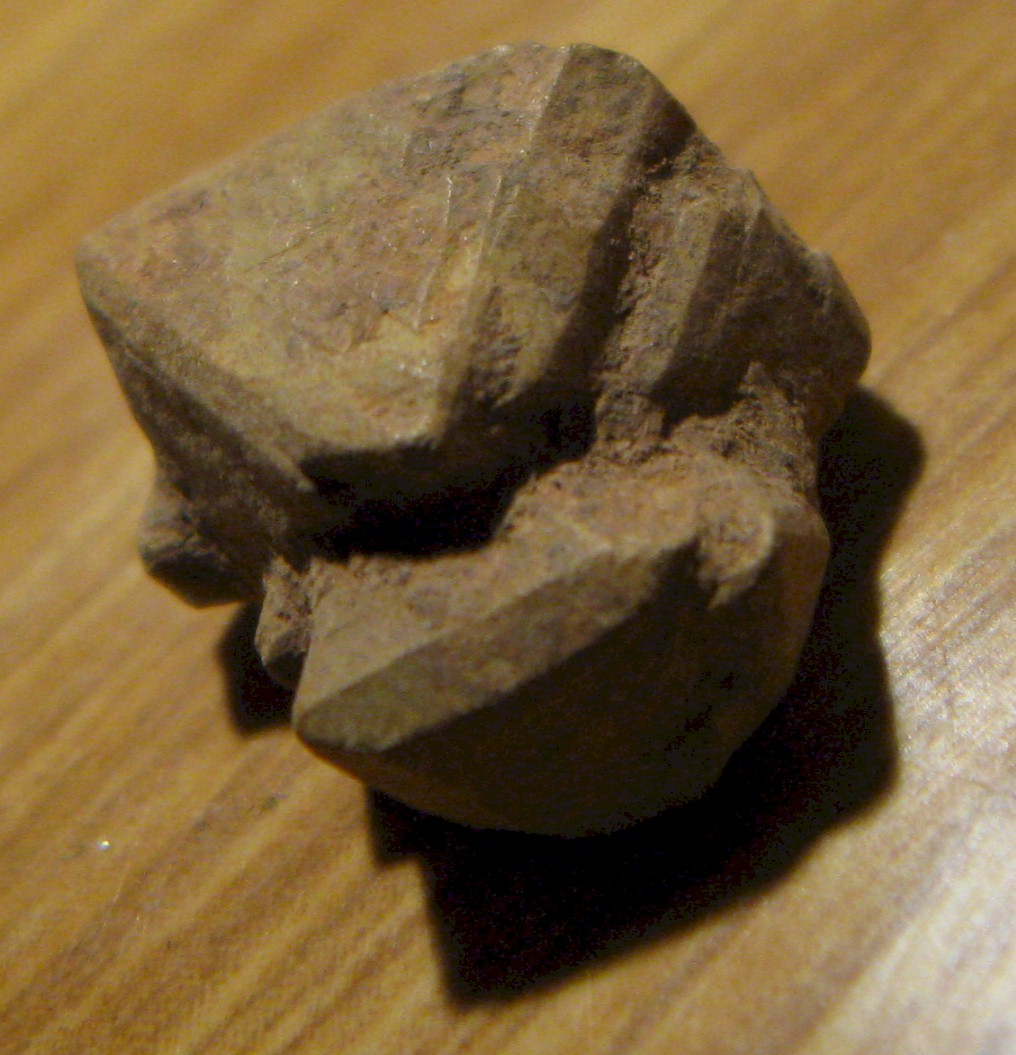
Bétafite de Madagascar

## Structure
Les minéraux du supergroupe de la pyrochlore se conforment à la formule générale A2−mB2X6−wY1−n, où les variables m, w et n représentent les paramètres qui indiquent une occupation incomplète des sites A, Y et X. Ils cristallisent dans un système cubique avec un groupe spatial de Fd3m ou ses sous-groupes où Betafite a une classe hexoctaédrique. Le site A est généralement un cation de coordination 8 avec un rayon de ~1,0 Å, le site B est généralement un cation de coordination 6, qui contient les éléments Ti, Nb et Ta généralement pour la bêtafite, le site X est généralement occupée par O mais peut être lié à OH et F, et le site Y est généralement un anion mais peut également être une lacune cristalline, une molécule d'eau, ou un très gros cation monovalent, comme Cs, K et Rb.

## Origine et utilisations
L'oxycalciobetafite se trouve dans la formation pyroclastique appartenant à la principale phase effusive de l'activité du Vico, où elle est contenue dans la syénite à teneur en foid, qui présente également des observations optiques de feldspath-K, ainsi que des traces d'amphibole, de plagioclase, de magnétite, de sodalite et de rares biotites. L'analyse par microscopie électronique à balayage couplée à la spectrométrie d'énergie dispersive a également permis d'observer du titanite, de l'apatite et de la baddeleyite. Bien que la présence d'oxycalciobetafite sur la lune ait été difficile à établir, des occurrences d'oxyuranobetafite ont été décrites. 
Même si les espèces de bétafites acceptées ne sont pas encore exploitées, le supergroupe des pyrochlores, qui englobe les bétafites anciennes, représente une source potentielle d'uranium, de thorium et de niobium,. L'épuisement des gisements riches en uraninite a incité à explorer et à modérément utiliser des minéraux d'uranium réfractaires comme alternative pour répondre à la demande croissante en uranium.
Le nom bêtafite en tant qu'espèce a été donnée en 1912 par Alfred Lacroix et évoque Betafo, sa localité type. La bêtafite a été redéfinie en 1961 par Donald D. Hogarth et est restée une espèce, mais souvent décrite avec une chimie « anormale ». Lumpkin et Ewing (1996) ont étudié neuf spécimens historiquement étiquetés « bêtafite » et ont découvert que des remplacements et des altérations étaient présents dans leurs échantillons. Les minéraux riches en titane incrustés de cristaux du supergroupe pyrochlore ont donné une fausse impression de la chimie globale des spécimens. Atencio et al. (2010) ont rendu compte de la nomenclature des supergroupes approuvée par l'IMA et Christy et Atencio (2013) ont ajouté des corrections au rapport de cet organisme.
Le résultat des analyses ponctuelles modernes est que presque tous les spécimens anciennement étiquetés bêtafite ne sont plus membres de ce groupe/série. De nouvelles analyses, notamment la détermination de H2O, OH et F, sont nécessaires pour identifier les espèces d'un échantillon particulier. Le nom racine, bêtafite, a été retenu pour des raisons historiques.
Sa localité type précise est Ambolotara, sur la commune de Betafo, à Madagascar dans le Vakinankaratra, en 1977. Les bétafites possèdent des gisements assez nombreux — aux alentours de 150 dans le monde — selon la base de données minéralogiques Mindat.org, et ont comme synonymes : blomstrandite, hatchettolite, tantalohatchettolite, titanbetafite (Hogarth 1977), titanobetafite (Hogarth 1977), mendeleyevite (Vernadsky 1914). Il existe aussi une variante "impure" appelée tangénite enrichie en TiO2 résultant probablement d'un mélange de plusieurs phases.